# Boyeria maclachlani
Boyeria maclachlani – gatunek ważki z rodziny żagnicowatych (Aeshnidae). Występuje w Japonii i na Półwyspie Koreańskim.